# Candy (série de televisão)
Candy (bra: Candy: Uma História de Paixão e Crime) é uma minissérie de televisão via streaming de drama criminal biográfica americana criada por Nick Antosca e Robin Veith. A série é estrelada por Jessica Biel como Candy Montgomery da vida real, que foi acusada do assassinato com machado de sua vizinha Betty Gore (interpretada por Melanie Lynskey) em 1980, no Texas. Estreou em 9 de maio de 2022, no Hulu, com um novo episódio por cinco noites até 13 de maio.

## Premissa
Em Wylie, Texas, em 1980, Candy Montgomery, uma dona de casa do subúrbio, é acusada de assassinar sua vizinha Betty Gore, depois de ter um caso com o marido de Gore, Allan.

## Elenco

### Principal
- Jessica Biel como Candy Montgomery
- Melanie Lynskey como Betty Gore
- Pablo Schreiber como Allan Gore
- Timothy Simons como Pat Montgomery
- Raúl Esparza como Don Crowder

### Recorrente
- Jessie Mueller como Sherry Cleckler
- Adam Bartley como Richard
- Justin Timberlake como Delegado Steve Deffibaugh
- Jason Ritter como Delegado Denny Reese

## Episódios
| N.º                                                                                      | Título                   | Dirigido por       | Escrito por                                                         | Exibição original  |
| ---------------------------------------------------------------------------------------- | ------------------------ | ------------------ | ------------------------------------------------------------------- | ------------------ |
| 1                                                                                        | "Friday the 13th"        | Michael Uppendahl  | História por : Nick Antosca & Robin Veith Roteiro por : Robin Veith | 9 de maio de 2022  |
| Candy Montgomery continua seu dia enquanto Allan Gore tenta falar com sua esposa, Betty. |                          |                    |                                                                     |                    |
| 2                                                                                        | "Happy Wife, Happy Life" | Jennifer Getzinger | David Matthews                                                      | 10 de maio de 2022 |
| Candy e Betty tentam preencher os vazios em suas vidas.                                  |                          |                    |                                                                     |                    |
| 3                                                                                        | "Overkill"               | Ben Semanoff       | Brett Johnson                                                       | 11 de maio de 2022 |
| Candy e Betty se divertem com novas amizades.                                            |                          |                    |                                                                     |                    |
| 4                                                                                        | "Cover Girl"             | Tara Nicole Weyr   | Elise Brown                                                         | 12 de maio de 2022 |
| A verdade se aproxima dos Montgomery.                                                    |                          |                    |                                                                     |                    |
| 5                                                                                        | "The Fight"              | Michael Uppendahl  | Brett Johnson & David Matthews e Robin Veith                        | 13 de maio de 2022 |
| Candy conta sua história.                                                                |                          |                    |                                                                     |                    |

## Produção

### Desenvolvimento
Em julho de 2020, foi anunciado que a UCP estava desenvolvendo uma série em torno de Candy Montgomery, com Robin Veith escrevendo o piloto da série, e Nick Antosca definido como produtor executivo sob sua bandeira Eat the Cat, sem emissora anexada. Em dezembro de 2020, foi anunciado que o Hulu havia escolhido a série. Em outubro de 2021, foi anunciado que Elisabeth Moss, que originalmente seria Candy, teve que desistir devido a conflitos de agenda e seria substituída por Jessica Biel.

### Filmagens
A fotografia principal começou em dezembro de 2021 e continuou até fevereiro de 2022, e ocorreu em Austell, Geórgia.

## Lançamento
Candy estreou no serviço de streaming Hulu nos Estados Unidos em 9 de maio de 2022, com novos episódios sendo exibidos por cinco noites subsequentes até 13 de maio. A Disney, proprietária majoritária do Hulu, também confirmou que Candy chegaria ao seu serviço Disney+ Hotstar na Índia em 15 de julho.
Candy chegou ao Disney+ no Canadá, Austrália e Nova Zelândia em 27 de julho e em Cingapura em 10 de agosto como Star Original. A série também foi lançada na América Latina em 27 julho através do Star+. As datas de lançamento para outros países ainda não foram confirmadas.

## Recepção

### Resposta crítica
No site agregador de críticas Rotten Tomatoes, a minissérie possui um índice de aprovação de 72% com base em 46 críticas, com uma classificação média de 6.5/10. O consenso dos críticos do site diz: "O sabor azedo de Candy é contrabalançado por performances uniformemente fantásticas, mas leva apenas algumas lambidas antes que este verdadeiro drama criminal perca seu sabor." No Metacritic, a série tem uma pontuação de 61 em 100, com base em 19 críticas, indicando "críticas geralmente favoráveis".
Josh Bell, do CBR.com, afirmou que a série consegue fornecer uma estética do final dos anos 1970 através de sua decoração e figurinos, elogiou como a minissérie consegue retratar as lutas dos personagens principais através de seu tom sombrio e elogiou o desempenho de Biel como Candy Montgomery, enquanto elogiando o resto dos atores coadjuvantes.
Brian Lowry, da CNN, descobriu que Candy consegue ser mais eficaz do que a maioria das séries de drama de true crime, afirmando que as performances de Biel e Lynskey são convincentes e bem renderizadas, enquanto elogia como a minissérie consegue fornecer elementos de script adicionais sólidos em comparação com outras séries contemporâneas do mesmo gênero.
Joel Keller, do Decider, elogiou as atuações do elenco, principalmente de Biel e Lynskey, e achou interessante a escolha de iniciar a minissérie com a morte de Betty Gore, seguida da reconstituição do que ocorreu entre os personagens nos episódios posteriores.
Matt Fowler da IGN avaliou a minissérie em 7 de 10 e elogiou as performances dos membros do elenco, enquanto elogiava como a série consegue manter uma atmosfera de tensão sem fornecer muita informação durante seus primeiros episódios.
Maggie Boccella, do Collider, deu à minissérie uma classificação C+ e afirmou que o show consegue ser um verdadeiro drama de true crime satisfatório, enquanto elogia as atuações dos atores, mas criticou a falta de desenvolvimento dos personagens.

### Prêmios e indicações
| Ano  | Prêmio                                  | Categoria                                                                     | Indicado(s)                                                                                         | Resultado | Ref.   |
| ---- | --------------------------------------- | ----------------------------------------------------------------------------- | --------------------------------------------------------------------------------------------------- | --------- | ------ |
| 2022 | Hollywood Critics Association TV Awards | Melhor Atriz em Série Limitada ou Antologia ou Filme de Streaming             | Jessica Biel                                                                                        | Pendente  | [ 18 ] |
| 2022 | Hollywood Critics Association TV Awards | Melhor Atriz Coadjuvante em Série Limitada ou Antologia ou Filme de Streaming | Melanie Lynskey                                                                                     | Pendente  | [ 18 ] |
| 2022 | Primetime Creative Arts Emmy Awards     | Melhor Design de Título                                                       | Ronnie Koff, Peter Frankfurt, Lexi Gunvaldson, Rob Slychuk, Nader Husseini, and Elizabeth Steinberg | Pendente  | [ 19 ] |